# اچ‌ام‌اس رنجر (پی۲۹۳)
اچ‌ام‌اس رنجر (پی۲۹۳) (به انگلیسی: HMS Ranger (P293)) یک کشتی است که طول آن 20.8 m (68 ft 3 in) می‌باشد.